# Natação nos Jogos Olímpicos de Verão de 2016 - Qualificatórias
Este artigo detalha a fase de qualificação da natação nos Jogos Olímpicos de Verão de 2016, conforme definido pela Federação Internacional de Natação – Fina.

## Informações gerais
Foram colocadas em disputa novecentas vagas para as provas de piscina, vinte e quatro vagas para a maratona feminina e vinte e quatro para a masculina, do total de 950 disponíveis.
País-sede: caso o Brasil não se qualifique para uma das provas da maratona tem garantidas duas vagas, uma masculina e uma feminina. Caso se qualifique e deixe de utilizar a cota de país-sede, a vaga é destinada ao torneio pré-olímpico. Não há vagas exclusivas para as provas de piscina.
Limites de vagas e atletas por CON:
- Piscina: cada Comitê Olímpico Nacional – CON pode qualificar até cinquenta e dois nadadores, vinte e seis de cada sexo e no máximo dois por prova e uma equipe para cada uma das seis provas de revezamento.

- Maratona aquática: cada Comitê Olímpico Nacional – CON pode qualificar até quatro nadadores, dois de cada sexo.

As vagas individuais pertencem ao próprio atleta que a conquistou e as vagas de equipe de revezamento pertencem ao CON da equipe qualificada.

## Procedimento qualificatório
A Fina definiu em dezembro de 2014 dois tempos como padrão para cada uma das provas olímpicas, que devem ser atingidos nas provas predeterminadas disputadas no período de 1º de março de 2015 a 3 de julho de 2016.
- OQT - tempo de qualificação olímpica (16º colocado em Londres 2012): todos os nadadores que atingiram o tempo em qualquer das provas estão automaticamente qualificados.

- OST – tempo de seleção olímpica (3,5% além do OQT)

### Revezamento
Noventa e seis vagas estão disponíveis, máximo de dezesseis para cada uma das seis provas.
Eventos qualificatórios
- Doze melhores equipes no Campeonato Mundial de 2015, disputado de 2 a 9 de agosto, em Kazan, Rússia.[3]

- Quatro melhores tempos obtidos nos torneios qualificatórios.

As vagas para o revezamento pertencem ao CON e devem ser inscritos pelo menos dois nadadores exclusivamente para compor a equipe. O atleta inscrito para o revezamento deve ter atingido OST em prova de mesma distância e estilo, e deve ser inscrito na respectiva prova durante os Jogos.
Qualquer nadador inscrito individualmente em outras provas pode participar da equipe de revezamento, mas metade das vagas nas equipes devem ser ocupadas por atletas adicionais (se o CON qualificou-se para apenas uma disputa, deve inscrever no mínimo dois adicionais).

#### Tabela de qualificação
| Competição                                                                                        | Masculino    | Masculino          | Masculino    | Masculino          | Masculino     | Masculino          |              | Feminino           | Feminino     | Feminino           | Feminino      | Feminino            | Feminino |
| Competição                                                                                        | 4x100m livre | 4x100m livre       | 4x200m livre | 4x200m livre       | 4x100m medley | 4x100m medley      | 4x100m livre | 4x100m livre       | 4x200m livre | 4x200m livre       | 4x100m medley | 4x100m medley       |          |
| Competição                                                                                        | Posição      | Qualificados       | Posição      | Qualificados       | Posição       | Qualificados       | Posição      | Qualificados       | Posição      | Qualificados       | Posição       | Qualificados        |          |
| ------------------------------------------------------------------------------------------------- | ------------ | ------------------ | ------------ | ------------------ | ------------- | ------------------ | ------------ | ------------------ | ------------ | ------------------ | ------------- | ------------------- | -------- |
| Campeonato Mundial 2015 (12 vagas)                                                                | 1            | FRA França         | 1            | GBR Grã-Bretanha   | 1             | USA Estados Unidos | 1            | AUS Austrália      | 1            | USA Estados Unidos | 1             | CHN China           |          |
| Campeonato Mundial 2015 (12 vagas)                                                                | 2            | RUS Rússia         | 2            | AUS Austrália      | 2             | AUS Austrália      | 2            | NED Países Baixos  | 2            | ITA Itália         | 2             | SWE Suécia          |          |
| Campeonato Mundial 2015 (12 vagas)                                                                | 3            | ITA Itália         | 3            | USA Estados Unidos | 3             | FRA França         | 3            | USA Estados Unidos | 3            | CHN China          | 3             | AUS Austrália       |          |
| Campeonato Mundial 2015 (12 vagas)                                                                | 4            | BRA Brasil         | 4            | RUS Rússia         | 4             | GBR Grã-Bretanha   | 4            | SWE Suécia         | 4            | SWE Suécia         | 4             | USA Estados Unidos  |          |
| Campeonato Mundial 2015 (12 vagas)                                                                | 5            | POL Polônia        | 5            | GER Alemanha       | 5             | RUS Rússia         | 5            | CAN Canadá         | 5            | GBR Grã-Bretanha   | 5             | DEN Dinamarca       |          |
| Campeonato Mundial 2015 (12 vagas)                                                                | 6            | JPN Japão          | 6            | BEL Bélgica        | 6             | JPN Japão          | 6            | ITA Itália         | 6            | AUS Austrália      | 6             | CAN Canadá          |          |
| Campeonato Mundial 2015 (12 vagas)                                                                | 7            | CHN China          | 7            | NED Países Baixos  | 7             | GER Alemanha       | 7            | CHN China          | 7            | JPN Japão          | 7             | GBR Grã-Bretanha    |          |
| Campeonato Mundial 2015 (12 vagas)                                                                | 8            | CAN Canadá         | 8            | POL Polônia        | 8             | POL Polônia        | 8            | FRA França         | 8            | FRA França         | 8             | JPN Japão           |          |
| Campeonato Mundial 2015 (12 vagas)                                                                | 9            | BEL Bélgica        | 9            | ESP Espanha        | 9             | ITA Itália         | 9            | JPN Japão          | 9            | RUS Rússia         | 9             | ITA Itália          |          |
| Campeonato Mundial 2015 (12 vagas)                                                                | 11           | GER Alemanha       | 10           | JPN Japão          | 10            | BRA Brasil         | 10           | RUS Rússia         | 10           | BRA Brasil         | 10            | RUS Rússia          |          |
| Campeonato Mundial 2015 (12 vagas)                                                                | 12           | USA Estados Unidos | 11           | FRA França         | 11            | CHN China          | 11           | BRA Brasil         | 11           | CAN Canadá         | 11            | GER Alemanha        |          |
| Campeonato Mundial 2015 (12 vagas)                                                                |              |                    | 12           | DEN Dinamarca      | 12            | LTU Lituânia       | 12           | POL Polônia        | 12           | GER Alemanha       | 12            | FRA França          |          |
| Ranking olímpico (4 vagas)                                                                        | 3            | AUS Austrália      | 7            | ITA Itália         | 10            | RSA África do Sul  | 12           | DEN Dinamarca      | 7            | HUN Hungria        | 12            | FIN Finlândia       |          |
| Ranking olímpico (4 vagas)                                                                        | 9            | GRE Grécia         | 11           | BRA Brasil         | 11            | HUN Hungria        | 13           | BLR Bielorrússia   | 8            | NED Países Baixos  | 14            | BRA Brasil          |          |
| Ranking olímpico (4 vagas)                                                                        | 15           | ROM Romênia        | 14           | HUN Hungria        | 12            | CAN Canadá         | 14           | ESP Espanha        | 9            | ESP Espanha        | 15            | CZE República Checa |          |
| Ranking olímpico (4 vagas)                                                                        | 16           | HUN Hungria        | 15           | RSA África do Sul  | 13            | GRE Grécia         | 17           | SUI Suíça          | 15           | SLO Eslovênia      | 16            | HKG Hong Kong       |          |
| Ranking olímpico (4 vagas)                                                                        | 17           | ESP Espanha*       |              |                    |               |                    |              |                    |              |                    |               |                     |          |
| Total                                                                                             | 16           | 16                 | 16           | 16                 | 16            | 16                 | 16           | 16                 | 16           | 16                 | 16            | 16                  |          |
| * A Grã-Bretanha não atingiu os requisitos do Comitê Olímpico local e a Espanha ficou com a vaga. |              |                    |              |                    |               |                    |              |                    |              |                    |               |                     |          |

### Provas individuais
A qualificação é obtida através de quatro critérios:
1. Nadadores que atingiram OQT: todos os que atingirem o índice estão qualificados. Para inscrever dois nadadores em uma mesma prova, os dois devem ter atingido o OQT da respectiva prova.
2. Nadadores inscritos para o revezamento
3. Vagas universais – todo CON sem nadadores qualificados pode inscrever um atleta no masculino e uma no feminino. Caso só tenha se qualificado para um dos sexos, pode inscrever um atleta adicional para o outro. O atleta deve ter participado do Campeonato Mundial de 2015 e é inscrito para uma única prova.
4. Ao final do período qualificatório a Fina verifica a quantidade de atletas inscritos, se o limite de novecentas vagas não foi atingido, a Fina utiliza o ranking mundial finalizado em 3 de julho de 2016 para distribuir as vagas restantes, por evento e de forma a garantir que todos os CON participantes do Campeonato Mundial de 2015 estejam representados. O atleta convidado só pode nadar na prova para a qual foi indicado.[4][5]

### Maratona aquática
As quarenta e oito vagas, vinte e quatro para cada sexo, foram disputadas em três eventos.
- Vinte vagas no Campeonato Mundial de 2015

- Dezoito vagas no Torneio Pré-Olímpico de Maratona Aquática de 2016, disputado por até dois atletas dos CON não qualificados, que só podem garantir uma vaga.

- Dez vagas, uma masculina e uma feminina para cada continente, para o melhor não qualificado no Torneio Pré-Olímpico de Maratona Aquática de 2016.

| Competição                   | Data                              | Local             | M  | F  | T  |
| ---------------------------- | --------------------------------- | ----------------- | -- | -- | -- |
| Campeonato Mundial de 2015   | 24 de julho a 9 de agosto de 2015 | Kazan, Rússia     | 10 | 10 | 20 |
| Torneio Pré-Olímpico de 2016 | 11 e 12 de junho de 2016          | Setúbal, Portugal | 14 | 14 | 28 |

#### Tabela de qualificação
| Competição | Masculino | Masculino                             |         | Feminino                                | Feminino |
| Competição | Posição   | Qualificados                          | Posição | Qualificados                            |          |
| --- | --------- | ------------------------------------- | ------- | --------------------------------------- | -------- |
| Campeonato Mundial 2015 | 1         | USA Jordan Wilimovsky                 | 1       | FRA Aurelie Muller                      |          |
| Campeonato Mundial 2015 | 2         | NED Ferry Weertman                    | 2       | NED Sharon Van Rouwendaal               |          |
| Campeonato Mundial 2015 | 3         | GRE Spyridon Gianniotis               | 3       | BRA Ana Marcela Cunha                   |          |
| Campeonato Mundial 2015 | 4         | USA Sean Ryan                         | 4       | ITA Rachele Bruni                       |          |
| Campeonato Mundial 2015 | 5         | GBR Jack Rex David Burnell            | 5       | RUS Anastasiia Krapivina                |          |
| Campeonato Mundial 2015 | 6         | FRA Marc-Antoine Daniel Frede Olivier | 6       | BRA Poliana Okimoto                     |          |
| Campeonato Mundial 2015 | 7         | ITA Simone Ruffini                    | 7       | GER Isabelle Harle                      |          |
| Campeonato Mundial 2015 | 8         | CAN Richard Weinberger                | 8       | GRE Kalliopi Araouzou                   |          |
| Campeonato Mundial 2015 | 9         | BRA Allan Do Carmo                    | 9       | USA Haley Anderson                      |          |
| Campeonato Mundial 2015 | 10        | ITA Federico Vanelli                  | 10      | HUN Eva Risztov                         |          |
| Torneio Pré-Olímpico 2016 | 1         | CHN Lijun Zu                          | 1       | CHN Xin Xin                             |          |
| Torneio Pré-Olímpico 2016 | 2         | GER Christian Reichert                | 2       | GBR Keri-Anne Payne                     |          |
| Torneio Pré-Olímpico 2016 | 3         | ECU OCHOA Ivan Enderica               | 3       | ECU Samantha Arevalo                    |          |
| Torneio Pré-Olímpico 2016 | 4         | RUS Evgenii Drattcev                  | 4       | AUS Chelsea Gubecka                     |          |
| Torneio Pré-Olímpico 2016 | 5         | TUN Oussama Mellouli                  | 5       | JPN Yumi Kida                           |          |
| Torneio Pré-Olímpico 2016 | 6         | SVK Richard Nagy                      | 6       | RSA Michelle Weber                      |          |
| Torneio Pré-Olímpico 2016 | 7         | AUS Jarrod Poort                      | 8       | POL Joanna Zachoszcz                    |          |
| Torneio Pré-Olímpico 2016 | 10        | JPN Yasunari Hirai                    | 10      | VEN Paola Perez                         |          |
| Torneio Pré-Olímpico 2016 | 11        | RSA Chad Ho                           | 12      | SLO Spela Perse                         |          |
| Torneio Pré-Olímpico 2016 | 12*       | BUL Ventsislav Aydarski               | 13*     | CZE Jana Pechanova                      |          |
| Europa | 14        | HUN Mark Papp                         | 14      | ESP Erika Villaecija                    |          |
| América | 18        | VEN Erwin Maldonado                   | 15      | CAN Stephanie Horner                    |          |
| Oceania | 19        | NZL Kane Rae Francis Radford          | 16**    | POR Vania Neves                         |          |
| Ásia | 24        | KAZ Vitaliy Khudyakov                 | 18      | MAS Heidi Gan                           |          |
| África | 31        | EGY Marwan Ahmed Aly Morsy Elamrawy   | 32      | EGY Reem Mohamed Hussein Elsayed Kaseem |          |
| Total | 25        | 25                                    | Total   | 25                                      | 25       |
| * O Brasil, país-sede, se qualificou e as vagas foram realocadas para o torneio pré-olímpico. ** O único CON da Oceania habilitado para a vaga era a Nova Zelândia, mas a nadadora não atingiu os requisitos locais. |           |                                       |         |                                         |          |